# Riada en la rambla Nogalte de 1973
La riada de 19 de octubre de 1973 está considerada como una de las peores avenidas conocidas, acaecidas en la península ibérica. Se registraron precipitaciones del orden de los 250 ml. Se alcanzó un caudal máximo de 3000 m³/s y el agua alcanzó 15 metros de altura en Puerto Lumbreras y 10 metros en Lorca. La importante carga de materiales sólidos arrastrados (un 30% del caudal) aumentó la capacidad destructiva de las aguas a su paso por Puerto Lumbreras provocando sólo en esta localidad 89 muertos y numerosos daños en el pueblo, a los que hay que añadir 13 víctimas mortales en Lorca (también en Murcia), 10 en Zurgena, Vélez-Rubio y Macael (Almería) y más de 50 en La Rábita (Granada).

## Antecedentes
La mayor parte del área drenada por la rambla Nogalte se sitúa dentro de la isoyeta de precipitación media anual de 400 mm, con una acusada disminución de las mismas en los meses de verano.  En algunas ocasiones se producen intensas precipitaciones concentradas en cortos periodos de tiempo que ocasionan una fuerte escorrentía superficial que se incrementa con los aportes de otras ramblas que desembocan en la de Nogalte.

De este tipo de avenidas en la rambla de Nogalte se tiene registro histórico en el Archivo Municipal de Lorca: la riada del “Diluvio” en septiembre de 1568, la del 17 de septiembre de 1623, la del 15 de octubre de 1651 “San Calixto”, la del 28 de junio de 1877, la del 14 de octubre de 1879 “Santa Teresa”, precedida por la dañina, terrible, copiosa, y desoladora de 27 de junio de 1877. Ya en el siglo XX tuvo lugar otra riada catastrófica en 1948, conocida como la del “ranchito”.

## La riada

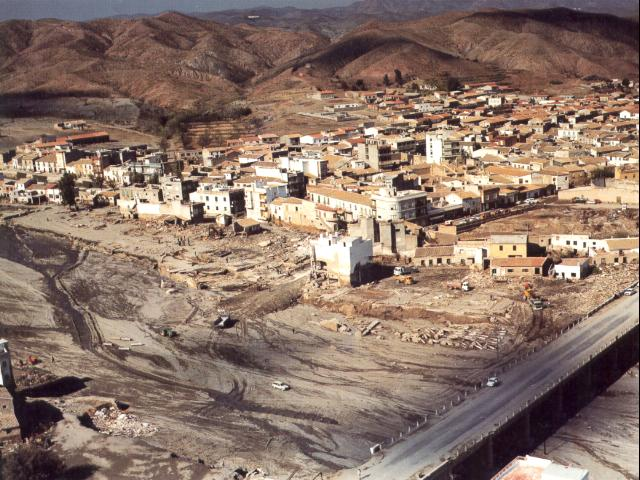
Imagen aérea de la riada en Puerto Lumbreras

En los días 17, 18 y 19 de octubre de 1973 se produjo una gran cantidad de precipitaciones que se concentraron fundamentalmente en la cuenca alta del río Guadalentín, es decir, los ríos Vélez, Luchena y la rambla de Nogalte. El día 19 de octubre se registraron 151,5 mm en Vélez-Rubio y 95,6 mm en Puerto Lumbreras, alcanzándose una pluviometría máxima en la parte de la provincia de Almería que queda dentro de la cuenca del Segura de 300 mm en menos de dos horas. Con unas lluvias tan intensas, unidas a la falta de cobertera vegetal, las principales cuencas de la zona de desbordaron. En la provincia de Almería, las principales cuencas receptoras registraron más de 600 millones de m³ y en algunos puntos las aguas rebasaron los 15 metros de altura.

Pero fue en la Región de Murcia donde la avenida tuvo más virulencia. En Lorca se registró un caudal superior a los 2500 m³/s en el Guadalentín. En Puerto Lumbreras, la rambla Nogalte alcanzó 1.974 m³/s, de los cuales eran 814 m³/s de caudal sólido y 1.160 m3/s de caudal líquido y un caudal específico de 14.200 l/s/km². Suponían los arrastres el 41,18% del caudal total, el 70,02% del caudal líquido, cifra muy alta cuando en cuencas similares se aceptaban valores del 40 al 50%. Sucesivas riadas producidas por continuas atascos-desatascos y desprendimientos de toneladas de tierra aguas arriba del cauce. Destaca el hecho de que en sólo dos horas, 12 hm³ de agua y 8000 m² de material sólido circularon por esta población, arrasando todo a su paso.

## Consecuencias

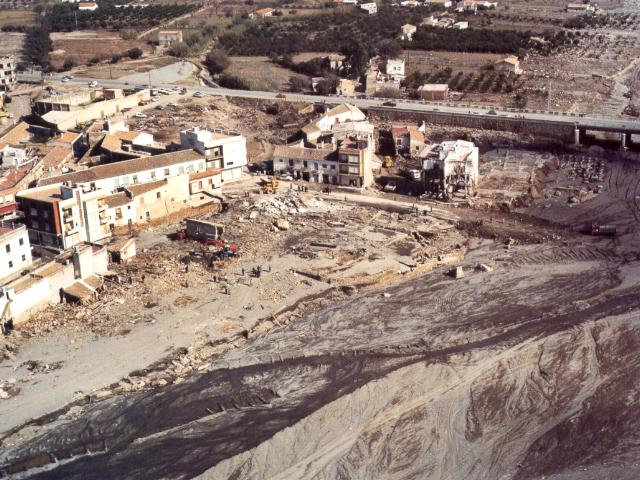
Imagen aérea de la riada

En la provincia de Almería se contaron 10 víctimas mortales en las localidades de Zurgena, Vélez-Rubio y Macael. Se produjeron numerosas pérdidas materiales, tanto en infraestructuras como en viviendas, además de en la agricultura con pérdidas de arbolado, cosechas y 8000 animales de granja.

En la provincia de Granada, en la localidad de La Rábita, se taponó el puente que pasaba justo por encima del núcleo urbano. Se originó así una presa que al ceder liberó una cantidad enorme de agua y toneladas de sedimento acumulados, arrasando decenas de casas y causando la muerte de más de medio centenar de personas.
En Lorca los fallecidos fueron 13 mientras que en Puerto Lumbreras, que se llevó la peor parte, el número total ascendió a 89. La riada destruyó 3 km de la carretera nacional a Murcia, saltando por encima del puente que salva la rambla y que tiene una altura superior a los 8 metros. En una carta enviada 3 días después de la catástrofe por el Alcalde al Ministro de Hacienda, se informaba de la desaparición de casi todos los servicios municipales, como la Plaza de Abastos, el Matadero Municipal, la Estación elevadora de agua potable, la Báscula o la Fuente, abrevadero y lavadero de Los Caños. 

En el resto de la región, las aguas del río Guadalentín del que es tributario la rambla de Nogalte, inundaron a su vez al Segura, del que es afluente, afectando a amplias depresiones de Sangonera la Verde, buena parte de la huerta de Murcia y la Vega Baja.